# مانجي - رجل الجبل
مانجي - رجل الجبل (بالإنجليزية: Manjhi: The Mountain Man)‏ هو فيلم سيرة ذاتية هندي 2015 قائم على حياة داشراث مانجي. مانجي، عرف بشكل واسع ب"رجل الجبل"، كان رجلا فقيرا عاملا في قرية غيلور، بالقرب من غايا في بهار، الهند، نحت طريقا خلال الجبل باستمعال مطرقة و إزميل فقط. تم إخراج الفيلم من طرف كيتان مينها، و تم إنتاجه من طرف فياكوم 18 موشن بيكتشرز بالاشتراك مع إن إف دي سي إنديا. بناء على الإخراج فإن الفيلم تلقى إشادة نقدية إيجابية.

## القصة
في عام 1960، عاش دشرات مانجي في القرية الصغيرة غيلور قرب غايا،بهار،الهند مع أسرته التي تتضمن زوجته فاغونيا.كان قرب قريته جبل صخري يجب على الناس إما تسلقه أو السفر بالدوران حوله للحصول على الرعاية الطبية في القرية الأقرب وازيرغانج. في أحد الأيام سقطت زوجة مانجي حينما كانت تحاول تسلق الجبل، بعدها قرر مانجي نحت طريق خلال الجبل. عندما بدأ يدق التل ناداه الناس بالمعتوه لكن هذا قوى من عزيمته فقط.
مات مانجي في 17 أغسطس 2007 بعمر 73، حين عانى من سرطان الحويصل الصفراوي في معهد عموم الهند للعلوم الطبية(AIIMS)، نيودلهي.نظمت له حكومة بهار جنازة رسمية.ذكر في تذييل الفيلم أنه بعد 52 عاما من بدأه تكسير الجبل و بعد 30 سنة من انتهائه من حفره و بعد 4 سنوات  من وفاته أنشأت الحكومة أخيرا طريقا معبدا في غيلور سنة 2011.

## روابط خارجية
- مانجي - رجل الجبل على موقع IMDb (الإنجليزية)
- مانجي - رجل الجبل على موقع روتن توميتوز (الإنجليزية)
- مانجي - رجل الجبل على موقع أول موفي (الإنجليزية)
- مانجي - رجل الجبل على موقع فيلمافينيتي (الإسبانية)
- مانجي - رجل الجبل على موقع قاعدة بيانات الفيلم (الإنجليزية)
- مانجي - رجل الجبل على موقع ليتربوكسد (الإنجليزية)
- مانجي - رجل الجبل على موقع كينوبويسك (الروسية)
- مانجي - رجل الجبل في قاعدة بيانات الأفلام على الانترنت